# Station Perth (Schotland)
Station Perth (Engels: Perth railway station) is een spoorwegstation van National Rail in Perth, Perth and Kinross in Schotland. Het station is eigendom van Network Rail en wordt beheerd door ScotRail.
Het station ligt aan de Highland Main Line, Glasgow to Aberdeen Line en de Tay Coast Line.